# 莱迪亚德
莱迪亚德（英語：Ledyard）是位于美国纽约州卡尤加县的一个镇，地处卡尤加县西部、奥本西南。2010年美国人口普查时，该镇有1886人。其名称来源于一位名为本杰明·莱迪亚德将军（Benjamin Ledyard）的早期定居者。